# Кубек, Джо
Смокин Джо Кубек (англ. Smokin' Joe Kubek); 30 ноября 1956, Гров-Сити Пенсильвания, США — 11 октября 2015, Уи́лмингтон, Северная Каролина, США — американский блюзовый гитарист, вокалист и автор песен. Номинант Blues Music Awards в номинациях «Альбом блюз-рока» (2009), «Альбом современного блюза» (2011), со своей группой Smokin’ Joe Kubek Band номинант Blues Music Awards в номинации «Группа года» (1995, 2005); .

## Биография
Джо Кубек родился в Гров-Сити, рос в Далласе, Техас. Увлёкся блюзом вскоре после того, как впервые услышал Эрика Клэптона и Джеффа Бека. Вскоре открыв для себя музыку Мадди Уотерса, Хаулина Вулфа и других ранних мастеров блюза, включая Фредди Кинга, Джонни Коупленда и Лайтнин Хопкинс, он, освоив гитару, уже с 14 лет выступал в Далласе, аккомпанируя многим группам. В том числе в его активе было выступление вместе с Фредди Кингом, с которым он намеревался в 1976 году отправиться на гастроли, но смерть Фредди Кинга нарушила эти планы. Вскоре Кубек сформировал свою собственную группу Smokin’ Joe Kubek Band и начал играть в нескольких барах по всему Далласу. В это время он познакомился со многими звёздами блюза, включая Альберта Кинга, Стиви Рэя Вона (с которым Кубек сблизился) и Би Би Кинга (который даже дал ему однажды сыграть на его гитаре «Люсиль»)
В начале 1980-х начал выступать с Бунойзом Кингом, познакомившись с тем в Poor David's Pub в Далласе.  Они давали небольшие концерты в Ардморе, Лонгвью, Шривпорте, Абилине, гастролировали по региону, затем вышли за пределы региона, выступив в Чаттануга, Теннесси, и Уичито, Канзас. В конце концов Кубек нашёл агента, и он помог продвинуться дальше, обеспечив выступления в других местах, в частности в Мемфисе.
В 1985 году Кубек записал свой первый сингл «Driving Sideways»/«Other Side of Love». В 1990 году Кубек подписал контракт с Bullseye Blues Records, но до этого они записали буквально за два дня диск The Axe Man на Dallas Sound Lab, которые продали его в нидерландскую Double Trouble Records, и этот альбом вышел в Европе, всего за несколько дней до Steppin' Out Texas Style, альбома, который должен был стать дебютным для группы Джо Кубека. Ни Кубек, ни Бунойз Кинг не получили никаких денег от европейского релиза , однако после выпуска Steppin' Out Texas Style группа отправилась в турне по Соединённым Штатам.  
В дальнейшем группа регулярно записывалась и гастролировала как в США и Канаде, так и Европе, где была более 12 раз. К в 1995 году впервые номинировалась на звание группы года по версии Blues Music Awards. Пять альбомов группы попали в чарт Billboard Blues Albums; альбом 2010 года Have Blues Will Travel, номинированный на Blues Music Awards как лучший альбом современного блюза, добрался до третьей позиции . Этот альбом описывался как: «Химия между пламенной работой Кубека и сообразительным вокалом Кинга вместе с непредсказуемой, многогранной гитарной игрой создала придорожную смесь мускулистого блюз-рока, трясущихся хип-хоп-шаффлов и медленного блюза» . 
Смокин Джо Кубек умер от инфаркта 11 октября 2015 года в Уи́лмингтоне, Северная Каролина, во время фестиваля, незадолго до выхода на сцену 
По оценке Billboard: «Кубек — один из самых яростных электрогитаристов, которые сейчас играют. Мощный оригинальный техасский блюз-рок» .
Брюс Иглауэр, президент Alligator Records сказал, что: «Джо был потрясающим гитаристом, который мог играть все в блюзе, от самого традиционного техасского стиля до совершенно убойного блюз-рока» .
«Джо и Бунойз — это предмет для изучения противоположностей. У них разное музыкальное прошлое — Кубек вырос на потном техасском блюзе, а Кинг любит джаз и R&B. Кубек взрывается на сцене пылающим стилем блюз/рок, рождённым гитарными традициями Техаса. Кинг изящно играет жирные аккорды на полой гитаре Gibson и поет блюз своим голосом от шепота до рычания, его звучание уходит корнями в джазовые традиции Луизианы» .
«У Джо и Бунойза совершенно разные стили. У Джо быстрый, отрывистый, блюзовый пулемётный стиль, в то время как у Бунойза плавный, текучий, струящийся, джазовый стиль» .
Сам Кубек о своём дуэте с Бунойзом Кингом сказал, что «Бунойз зажигает меня. Мы постоянно подталкиваем друг друга выше, дополняя соло друг друга. Но это не запланировано. Мы никогда не знаем, что будем делать, пока это не сделано. Я вытягиваю из него блюз, а он вытягивает из меня джаз. Бунойз знает о джазе так много, что это удивительно».

## Дискография

### Синглы
- 1985: «Driving Sideways» (2:44) / «Other Side of Love» (4:22) (Bird Records)

### Альбомы
- 1991: The Axe Man (Double Trouble Records)
- 1991: Steppin' Out Texas Style (Bullseye Blues Records)
- 1992: Chain Smokin' Texas Style (Bullseye Blues Records)
- 1993: Texas Cadillac (Bullseye Blues Records)
- 1995: Cryin' For The Moon (Bullseye Blues Records)
- 1996: Keep Comin' Back (Bullseye Blues Records)
- 1996: Got My Mind Back (Bullseye Blues Records)
- 1998: Take Your Best Shot (Bullseye Blues Records)
- 2000: Bite Me! (Bullseye Blues Records)
- 2003: Roadhouse Research (Blind Pig Records)
- 2004: Show Me The Money (Blind Pig Records)[8]
- 2005: Served Up Texas Style (Bullseye Blues Records)
- 2006: My Heart's In Texas (Blind Pig Records)[8]
- 2008: Blood Brothers (Alligator Records)[8]
- 2010: Have Blues Will Travel (Alligator Records)
- 2012: Let That Right Hand Go... (Bird Records Texas)
- 2012: Close To The Bone (Delta Groove Productions)
- 2013: Road Dog's Life (Delta Groove)
- 2015: Fat Man's Shine Parlor (Blind Pig Records)